# Peromyia didhami
Peromyia didhami är en tvåvingeart som beskrevs av Jaschhof 2004. Peromyia didhami ingår i släktet Peromyia och familjen gallmyggor. Inga underarter finns listade i Catalogue of Life.